# Skorba
Els temples de Skorba són restes megalítiques de l'extrem nord de Żebbiegħ, a Malta, que han proporcionat detalls dels períodes més primerencs de la cultura neolítica de Malta. El lloc va ser excavat només en la dècada del 1960, més tard que altres llocs megalítics, alguns dels quals havien estat estudiats des de l'inici del segle xix. Per la importància del lloc, els temples van ser incorporats per la Unesco com a Patrimoni de la Humanitat, juntament amb altres sis temples megalítics a Malta.
Aquesta excavació tardana va permetre l'ús de mètodes moderns de datació i anàlisi. El temple no es troba en bones condicions, especialment en comparació amb els més complets temples d'Ħaġar Qim i Tarxien. No obstant això, la importància d'aquest lloc no es troba en les seves restes, sinó en el que es va obtenir a partir de la seva excavació.
La ceràmica trobada en el lloc es divideix en dos estils: la fase grisa, distingida per ceràmica de color gris sense motius, i la fase vermella, que és exactament igual a la grisa però utilitzant ocre vermellós.

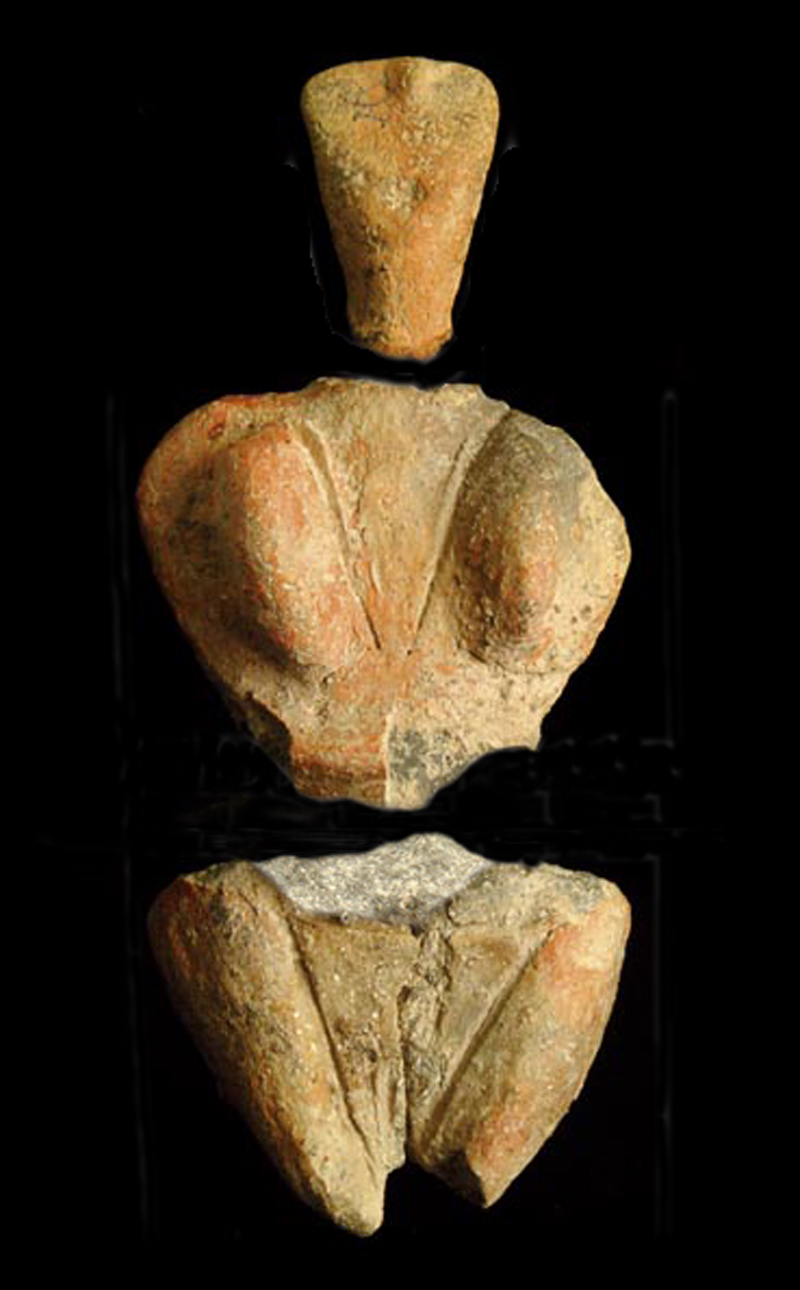
Dea mare de terracota trobada a Skorba, al Museu Arqueològic de Valletta